# Tzakònia

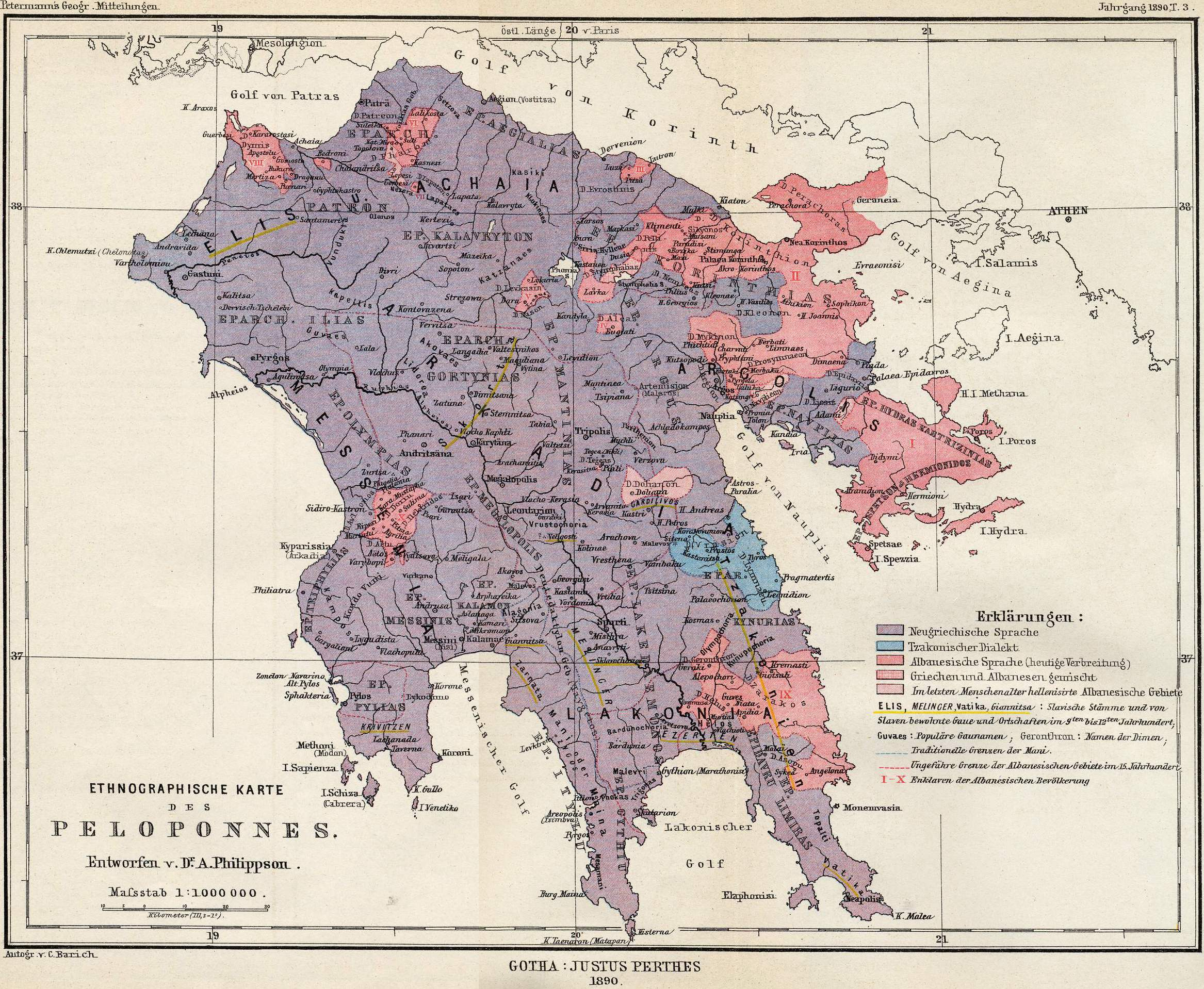
Mapa etnogràfic antic del Peloponès. Àrees de parla tsakoniana a blau cel (1890).

Tzakònia (grec Τσακωνιά) o Tsakònia (grec Τσακωνικός χώρος) és un territori a l'est del Peloponès habitat per una grecs que s'anomenen tzakons o tsakons i parlen la llengua tsakònica o tzakònica. No és una entitat política o administrativa formalment definida per l'estat modern de Grècia, sinó mes semblant a construccions regionals vagues com "Dixieland" als Estats Units o el "West Country" a Anglaterra.

## Extensió
En la seva "Brief Grammar of the Tsakonian Dialect" publicada el 1951, el professor Thanasis Costakis defineix Tsakonia com l'àrea de la ciutat de Agios Andreas a Kynouria al sud fins a Leonidio i Tyros i a l'interior fins a Kastanitsa i Sitaina, però afirma que antigament la zona de parla tsakònica s'estenia fins al Cap Malea a l'est de Lacònia. La principal ciutat de Tsakonia en aquella època era Prastos, que es beneficiava d'un privilegi comercial especial concedit per les autoritats de Constantinoble. Prastos va ser cremada per Ibrahim Pasha d'Egipte durant la Guerra d'Independència grega i va ser abandonada, amb molts dels seus residents fugint a la zona de Leonidio i Tyros o altres punts del Golf Argòlid.
Alguns primers comentaristes semblen haver confós la parla dels parlants del dialecte maniot amb el veritable tsakonià, demostrant la naturalesa flexible del terme.
La comunitat de parla tsakoniana actual s'ha reduït molt des que es va publicar 'Brief Grammar', però l'àrea delimitada per Costakis encara es considera "Tsakonia" a causa de la preservació de certs trets culturals com la dansa tsakoniana i vestits populars únics.
La regió de parla tsakoniana va ser antigament molt més estesa que quan es va escriure la "Brief Grammar"; Ewliya Celebi va assenyalar el 1668 que el poble de Vatika, molt al sud de Leonidio, era tsakonià; tanmateix aquest lloc seria posteriorment repoblat pels arvanites (albanesos); la Crònica de Morea (segle XIV) indica, a més, que es parlava tsakònic a Cinuria, que ara forma part d'Arcàdia, però que abans es va considerar al nord-est de Lacònia. La regió tsakònica original podria haver format tota la meitat oriental de Lacònia.

## Història

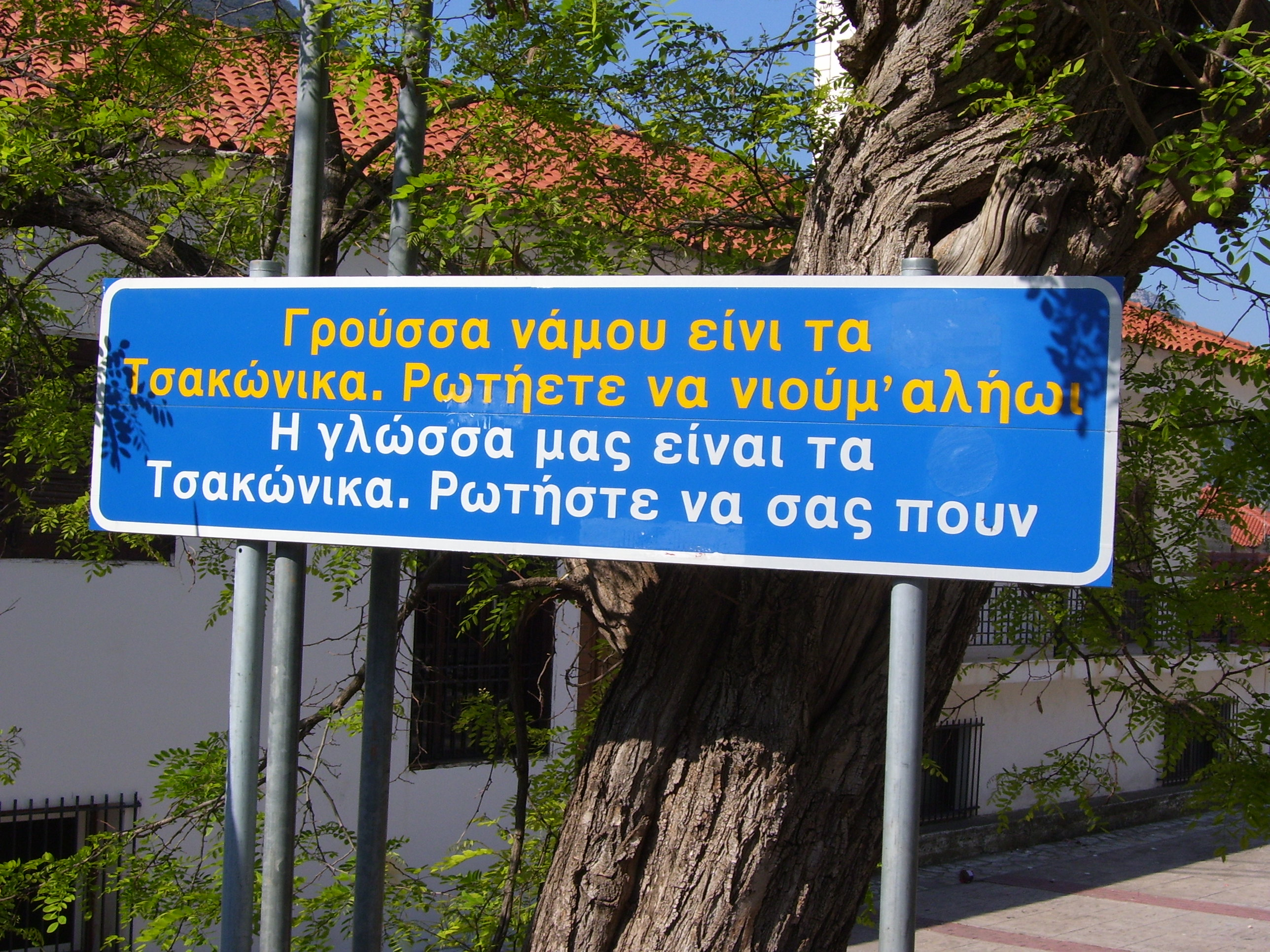
Idioma Tsakonic: Γρούσσα νάμου είνι τα Τσακώνικα. Ρωτήετε να νιούμ΄ αλήωι. Grec: Η γλώσσα μας είναι τα Τσακώνικα. Ρωτήστε να σας πουν. Catala: "La nostra llengua és tsakoniana. Demaneu a la gent que la parli amb vosaltres". Un cartell bilingüe (tsakonià i grec).

El terme "Tsakonas" o "Tzakonas" apareix per primera vegada en els escrits de cronistes romans d'Orient que deriven l'etnònim d'una corrupció de "Lakonas", un laconià / o un lacedaemonià (espartà): una referència a les arrels dòriques del grec dòric de la llengua tsakoniana. i la conversió molt tardana de la gent al cristianisme al segle IX i la pràctica dels costums hel·lènics tradicionals, fet que es correlaciona amb el seu aïllament de la societat grega medieval principal. El que sovint es considera la primera referència als tsakonians és una nota de l'any 950 de Constantí Porfirogènit en el seu "De Arte Imperiando", "els habitants del districte de Main ... són dels grecs més antics, que fins ara són anomenats hel·lens (pagans) pels locals per ser pagans en el passat i adoradors d'ídols, com els hel·lens d'antany, i van ser batejats i es van convertir en cristians durant el regnat de Basili (867-886) on per tant s'indica que Maina en el seu ús normal s'interpretava com a Tsakònia
Es creu que els tsakonians eren sovint guàrdies fronterers a l'exèrcit romà d'Orient, a jutjar pel nombre de referències a τζάκωνες i τζέκωνες que tenien aquest paper en els escrits grecs romans d'Orient. La primera referència al seu llenguatge bàrbar diu que era inintel·ligible pels que parlaven grec koiné al segle XV.
Segons l'historiador bizantí Jordi Paquimeres, alguns tsakonians van ser reassentats per l'emperador romà d'Orient Miquel VII Ducas a la vora de la  Propòntida. Això va formar part de la seva compensació per haver servit de mariners a la marina romana d'Orient.  : 737 Ells i el Peloponèsic Gasmouloi (persones barrejades de grec i llatí), que exercien el mateix paper, va ser separats del servei pel successor de Miquel, Andrònic II, que va fer grans reduccions en la força naval, preferint confiar en mercenaris genovesos. Vivien als pobles de Vatka i Havoutsi, on el riu Gösen (Aesepus) desemboca al mar. Tanmateix, basant-se en la preservació de trets comuns tant al dialecte propontis com al dialecte del Peloponès, el professor Thanasis Costakis opina que la data d'assentament ha d'haver estat diversos segles més tard.